# Paeduma
Paeduma is een geslacht van kreeftachtigen uit de klasse van de Malacostraca (hogere kreeftachtigen).

## Soort
- Paeduma cylindraceum (Bell, 1859)